# Infeção sexualmente transmissível
Infeções sexualmente transmissíveis (português europeu) ou infecções sexualmente transmissíveis (português brasileiro) (IST) são infeções transmitidas por via sexual, principalmente por sexo vaginal, sexo anal ou sexo oral. Muitas das IST não manifestam sintomas nas fases iniciais, o que aumenta o risco de transmissão para outras pessoas. Entre os sinais e sintomas mais comuns deste tipo de doenças estão corrimento vaginal, corrimento peniano, úlceras genitais ou dor na região da bacia. As IST podem ser transmitidas de mãe para filho durante a gravidez ou parto. Algumas IST podem causar infertilidade.
Existem mais de 30 diferentes tipos de bactérias, vírus e parasitas que podem ser transmitidos por via sexual. Entre as IST causadas por bactérias estão a infeção por clamídia, gonorreia ou sífilis. Entre as IST virais estão o herpes genital, VIH/SIDA e verrugas genitais. Entre as IST causadas por parasitas está a tricomoníase. Embora sejam geralmente transmitidas durante uma relação sexual, algumas IST podem também ser transmitidas por via não sexual, como contacto com os tecidos ou sangue da pessoa infetada, através da amamentação ou durante o parto. Embora nos países desenvolvidos estejam amplamente disponíveis exames de diagnóstico, isto nem sempre é o caso nos países em vias de desenvolvimento.
A forma mais eficaz de prevenir doenças sexualmente transmissíveis é a abstinência sexual. As práticas de sexo seguro diminuem o risco de transmissão. Entre estas práticas está a utilização de preservativos, ter um pequeno número de parceiros sexuais ou manter relações sexuais sempre com o mesmo parceiro numa relação mutuamente monogâmica de longo prazo. Algumas vacinas podem também diminuir o risco de determinadas infeções, como o caso da vacina contra hepatite B ou alguns tipos de vacina contra o VPH A circuncisão masculina pode ser eficaz na prevenção de algumas infeções. A maior parte das IST são tratáveis ou curáveis. Entre as infeções mais comuns, a sífilis, a gonorreia, a clamídia ou a tricomoníase são curáveis, enquanto o herpes, hepatite B, VIH/SIDA e vírus do papiloma humano (VPH) são tratáveis, mas não curáveis. Alguns organismos, como a bactéria que causa a gonorreia, estão a desenvolver resistência antibiótica.
Em 2015, cerca de 1,1 mil milhões de pessoas em todo o mundo estavam infetadas por alguma IST que não VIH/SIDA. Destas, cerca de 500 milhões de pessoas estavam infetadas com sífilis, gonorreia, clamídia ou tricomoníase. Para além destas, cerca de 530 milhões de pessoas estavam infetadas com herpes genital e 290 milhões de mulheres com VPH. No mesmo ano de 2015, as IST que não VIH/SIDA foram a causa de 108 000 mortes. A documentação mais antiga das IST encontra-se no Papiro Ebers, datado de cerca de 1550 a.C, sendo também descritas no Antigo Testamento. Estas infeções estão associadas a vergonha e estigma social. Existe geralmente preferência pelo termo "infeção sexualmente transmissível" em detrimento de "doença sexualmente transmissível" (DST) ou "doença venérea", uma vez que são nomenclaturas em desuso por não englobar também as pessoas portadoras de infeção sem manifestação de sintomas.

## Causas
Vários tipos de agentes infecciosos (vírus, fungos, bactérias e parasitas) estão envolvidos na contaminação por IST, gerando diferentes sintomas como feridas, corrimentos, dor ao urinar, bolhas ou verrugas.
Bactérias
- Cancro mole (Haemophilus ducreyi)[17]
- Clamídia (Chlamydia trachomatis')[18]
- Granuloma inguinale (Dovania granulamatis)[19]
- Gonorreia (Neisseria gonorrhoeae)[20]
- Sífilis (Treponema pallidum)[21]
- Vaginose bacteriana (Gardnerella vaginalis)[22]

Fungos
- Candidíase (Candida albicans)[23]

Vírus
- Hepatite B[24]
- Hepatite C[24]

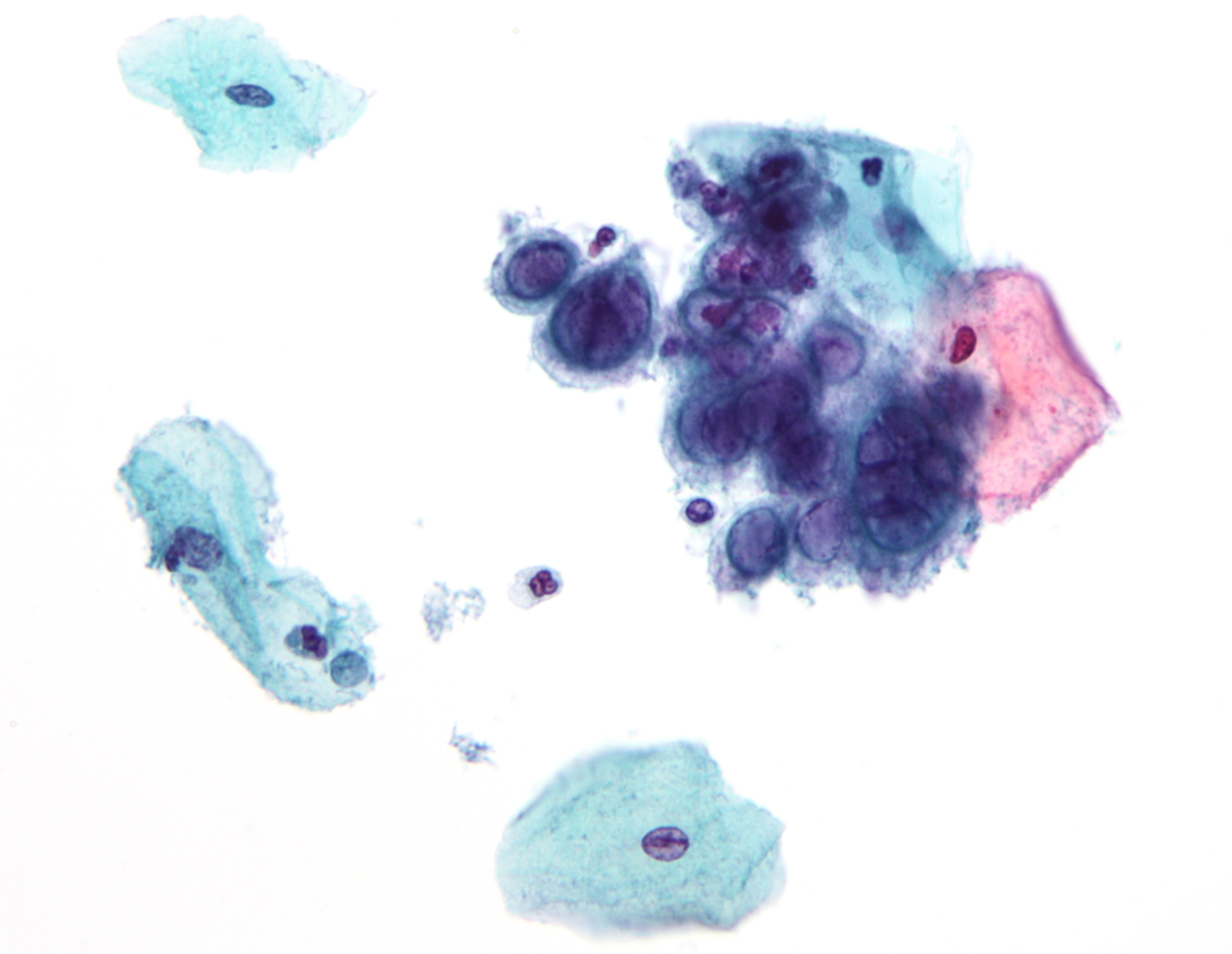
Micrografia mostrando o efeito citopático do vírus do Herpes. Exame de Papanicolau.

- Herpes simples tipo 1 e 2[25] (ver: Herpesviridae)
- SIDA (VIH)[26]
- Condiloma acuminado (HPV tipo 6 e 11)[27]
- Carcinomas genitais e da faringe (HPV/VPH tipo 16 e 18)[27]
- Molusco contagioso[28]
- Linfoma de células T do adulto (HTLV)[29]

Artrópodes
- Piolho-da-púbis[30]

Protozoários
- Tricomoníase (Trichomonas vaginalis)[31]

## Prevenção

### Preservativo

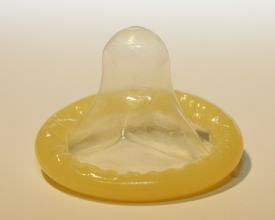
Um preservativo

O preservativo, mais conhecido como camisinha é um dos métodos mais seguros contra as IST. Sua matéria prima é o látex. Antes de chegar nas lojas, é submetido  a vários testes de qualidade. Apesar de ser o método mais eficiente contra a transmissão do VIH (vírus causador da epidemia da SIDA), o uso de preservativo não é aceito pela Igreja Católica Romana, pelas Igrejas Ortodoxas e pelos praticantes do Hinduísmo. O principal argumento utilizado pelas religiões para sua recusa é que um comportamento sexual avesso à promiscuidade e à infidelidade conjugal bastaria para a protecção e pelo fato de que o preservativo não é totalmente eficiente contra IST.

### Vacina
Alguns tipos de VPH, a Hepatite A e B podem ser prevenidas através da vacina.

### Abstinência sexual
A abstinência sexual consiste em evitar relações sexuais de qualquer espécie. Possui forte ligação com a religião.

## Tratamento
Algumas IST são de fácil tratamento e de rápida resolução quando tratadas corretamente, contudo outras são de tratamento difícil ou permanecem latentes, apesar da falsa sensação de melhora. As mulheres representam um grupo que deve receber especial atenção, uma vez que em diferentes casos de IST os sintomas levam tempo para tornarem-se perceptíveis ou confundem-se com as reações orgânicas comuns de seu organismo. Isso exige da mulher, em especial aquelas com vida sexual ativa, independente da idade, consultas periódicas ao serviço de saúde.
Certas IST, quando não diagnosticadas e tratadas a tempo, podem evoluir para complicações graves como infertilidade, infecções neonatais, malformações congénitas, aborto, cancro e a morte. Num caso, a primeira recomendação é procurar um médico, que fará diagnóstico para que seja preparado um tratamento. Também há o controle de cura, ou seja, uma reavaliação clínica. A automedicação é altamente perigosa, pois pode até fazer com que a doença seja camuflada.

## Epidemiologia
| sem dados < 60 60–120 120–180 180–240 240–300 300–360 | 360–420 420–480 480–540 540–600 600–1000 > 1000 |

Incidência de IST (exceto SIDA) por idade a cada 100 mil habitantes em 2004.
sem dados
< 60
60–120
120–180
180–240
240–300
300–360
360–420
420–480
480–540
540–600
600–1000
> 1000

As taxas de incidência de doenças sexualmente transmissíveis continuam em altos níveis em todo o mundo, apesar dos avanços no diagnóstico e tratamento. Em muitas culturas, especialmente para as mulheres houve a eliminação de restrições sexuais através das mudanças ética e moral além do uso de contraceptivos, e tanto médicos e pacientes acabam tendo dificuldade em lidar de forma aberta e francamente com essas questões. Além disso, o desenvolvimento e a disseminação de bactérias resistentes aos antibióticos fazem que certas doenças sejam cada vez mais difíceis de serem curadas.
Em 1996, a OMS estimou que mais de um milhão de pessoas estavam sendo infectadas diariamente, e cerca de 60% dessas infecções em jovens menores de 25 anos de idade, e cerca desses jovens 30% são menores de 20 anos. Entre as idades de 14 a 19 anos, as doenças ocorrem mais em mulheres em uma proporção quase dobrada. Estima-se que cerca de 340 milhões de novos casos de sífilis, gonorreia, clamídia, tricomoníase ocorreram em todo o planeta em 1999.
A SIDA (e o VIH) é a maior causa da mortalidade na África Subsaariana, sendo que em cinco mortes uma é por causa da doença. Por causa da situação, o governo do Quênia pediu que a população deixasse de fazer sexo por dois anos. No Brasil, desde o primeiro caso até junho de 2011 foram registrados mais de seiscentos mil casos da doença. Entre 2000 e 2010, a incidência caiu na Região Sudeste, enquanto nas outras regiões aumentou. A mortalidade também diminuiu. As cidades de São Paulo, Rio de Janeiro, Curitiba e Porto Alegre são as que possuem o maior número dos portadores da doença. Em contrapartida, o país é um dos que mais se destacam no combate, além de ser o líder em distribuição na rede pública do Coquetel anti-VIH.

## Sociedade e cultura
Alguns grupos, principalmente os religiosos, afirmam que a castidade, a abstinência sexual e a fidelidade conjugal poderiam bastar para evitar a disseminação de tais doenças.

## História
Algumas civilizações indo-europeias havia o culto à deusas da fertilidade com rituais de sexo grupal, que podiam espalhar diversas doenças entre seus participantes. O nome doenças venéreas faz referência à Vênus, a deusa romana e etrusca do amor (Afrodite para os gregos).
A gonorreia foi citada na Bíblia, mas a causa da doença só foi conhecida no século XIX. Além disso, no Egito antigo tumbas apresentaram alguns registros sobre a sífilis.
Em 1494 houve um surto de sífilis na Europa. A doença se espalhou rapidamente pelo continente, matando mais de cinco milhões de pessoas. Cada localidade por onde passava recebia um nome diferente. Contudo, em 1536 foi publicado um poema médico, em que um dos personagens da história havia contraído a doença. O nome do personagem era Sifilo.
Antes de serem inventados os medicamentos, as doenças eram consideradas incuráveis, e o tratamento se limitava a diminuir os sintomas. Todavia, no século XX surgiu os antibióticos, que se mostraram bastante eficientes. Em 1980 o herpes genital e a SIDA surgiram na sociedade como doenças incuráveis. Essa, por sua vez se tornou uma pandemia.